# Westdeutsche Kieferklinik

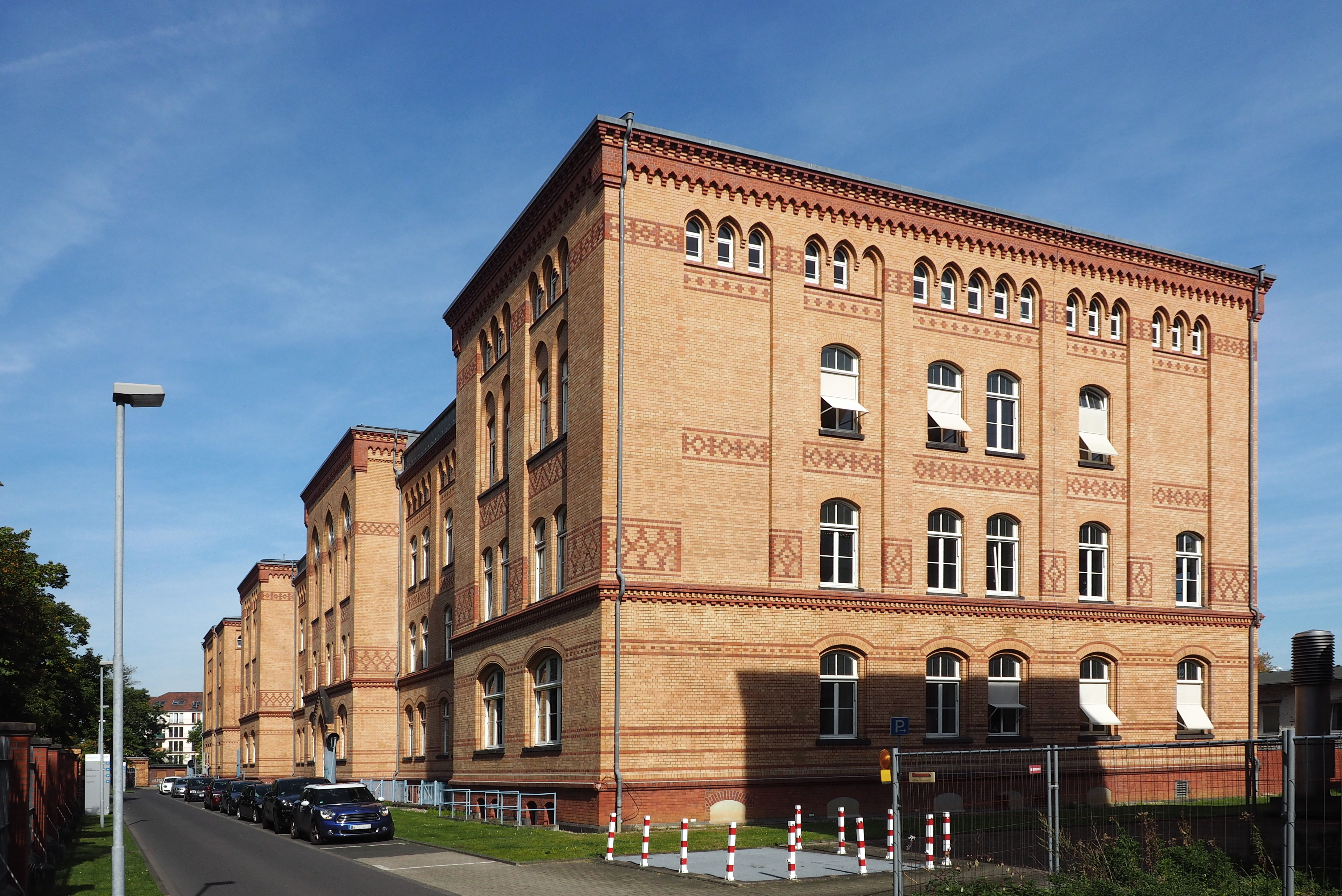
Mittelbau des Hauses Himmelgeist – Hauptgebäude der Westdeutschen Kieferklinik ab 2005

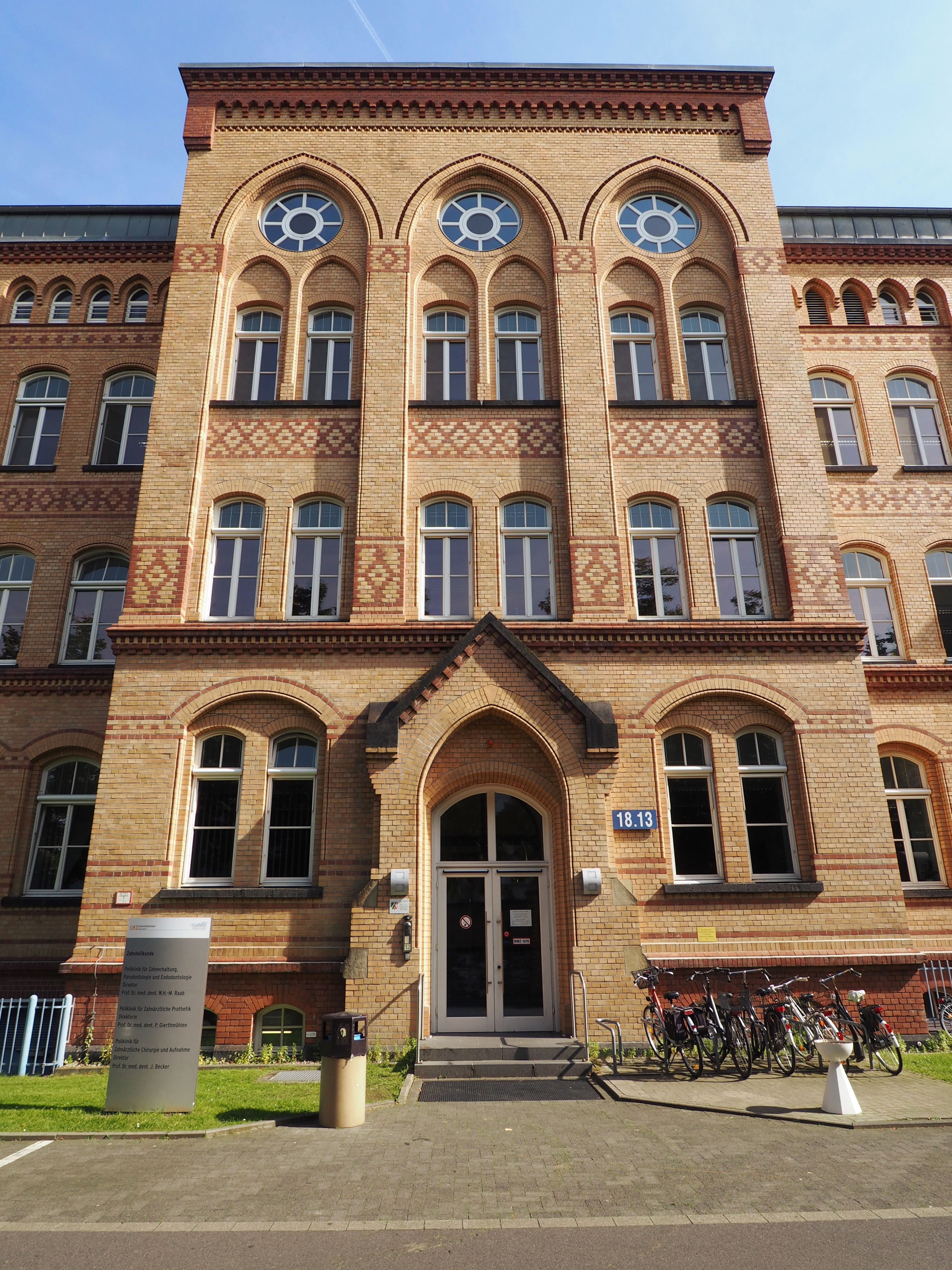
Haupteingang des Zentrums für Zahn-, Mund- und Kieferheilkunde, Gebäude (18.13) an der Himmelgeister Straße

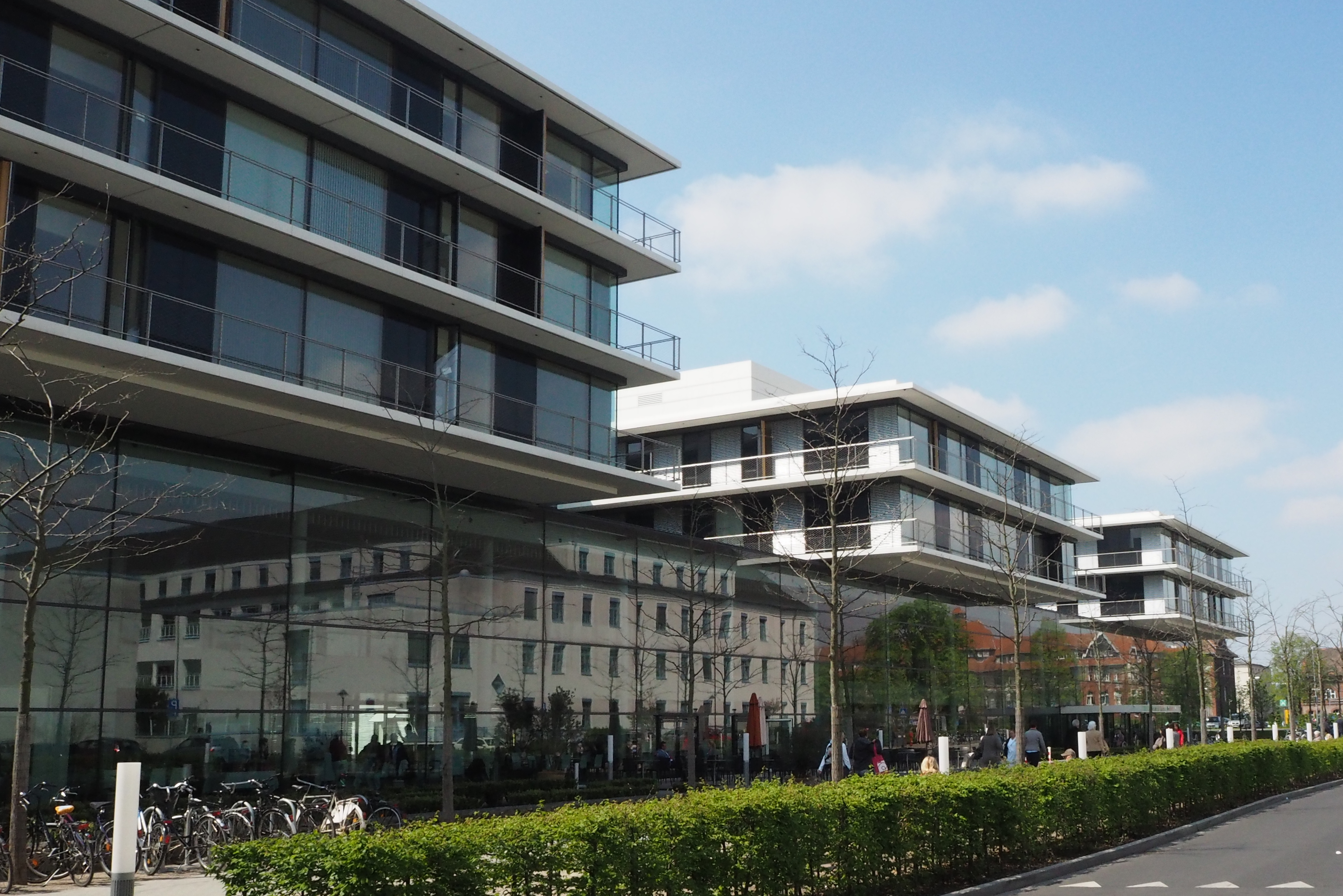
Zentrum für Operative Medizin II (ZOM II) des Universitätsklinikums Düsseldorf mit Spiegelungen der gegenüberliegenden Kinderklinik (hell) und anderen Kliniken

Westdeutsche Kieferklinik ist der Traditionsname des Zentrums für Zahn-, Mund- und Kieferheilkunde und der Klinik für Mund-, Kiefer- und Plastische Gesichtschirurgie des Universitätsklinikums Düsseldorf.

## Geschichte

### Gründung
Die Gründung der Westdeutschen Kieferklinik geht auf den Düsseldorfer Zahnarzt Christian Bruhn zurück. Zu Beginn des Ersten Weltkrieges stellte Bruhn die von ihm genutzten Häuser in der Nähe des Düsseldorfer Hofgartens als Privatlazarett für kieferverletzte Soldaten zur Verfügung. Diese Einrichtung fand so hohe Anerkennung, dass sie im Jahre 1914 in das Königliche Reservelazarett I Düsseldorf übernommen wurde. Unter der Leitung Bruhns wurden hier hauptsächlich Soldaten mit Verletzungen im Mund-, Kiefer- und Gesichtsbereich behandelt. Zum Ende des Krieges bestand das Lazarett aus 6 Abteilungen und 682 Betten.
Gegen Ende des Ersten Weltkriegs bemühte sich Bruhn um den Fortbestand seiner Klinik. So wurde 1917 auf sein Betreiben hin der Verein „Westdeutsche Kieferklinik“ gegründet, dessen Aufgabe darin bestand, die Weiterführung des Kriegslazaretts als Stätte der Krankenversorgung zu sichern und darüber hinaus die Forschung und Lehre auf dem Gebiet der Zahn-, Mund- und Kieferheilkunde zu entwickeln.

### Ab 1918
Nach Ende des Ersten Weltkriegs übernahm der Verein „Westdeutsche Kieferklinik“ die Einrichtungen des bisherigen Lazarettes und baute sie in der Sternstraße zu einer großen Fachklinik mit dem Namen „Westdeutsche Kieferklinik“ auf. Um 1920 arbeiteten 12 Ärzte und Zahnärzte an dieser Klinik mit über 100 Betten.
1923 wurde die Akademie für praktische Medizin in die Medizinische Akademie Düsseldorf umgewandelt. Mit dem Übergang der Westdeutschen Kieferklinik in den Besitz der Stadt Düsseldorf wurde sie Teil der Medizinischen Akademie. Nach der Einrichtung einer zahnmedizinischen Ambulanz und der Schaffung von 10 Arbeitsplätzen konnten ab 1932 Studierende der Zahnmedizin aufgenommen werden.
Nach der Emeritierung Bruhns im Jahre 1934 wurde August Lindemann neu berufen als Ordinarius für Zahn-, Mund- und Kieferheilkunde und Direktor der Westdeutschen Kieferklinik.

### Ab 1939
Mit dem Beginn des Zweiten Weltkrieges wurde die Klinik wieder in ein Lazarett umgewandelt. Die Leitung des zivilen Klinikbetriebes oblag Herbert Hofrath (1889–1952).
1942 starb Bruhn im Alter von 74 Jahren. Ein Jahr später wurde die Westdeutsche Kieferklinik an ihrem damaligen Standort Sternstraße 29–39 durch Bombenangriffe zerstört und musste nach Düsseldorf-Grafenberg ausgelagert werden.

### Nachkriegszeit
Nach dem Ende des Zweiten Weltkrieges wurde die Westdeutsche Kieferklinik in den Südflügel des „Haus Himmelgeist“ verlegt, das Gebäude des ehemaligen Pflegeheims der Stadt Düsseldorf an der Himmelgeister Straße. Auf diese Weise konnte die Klinik auch räumlich in die Medizinische Akademie integriert werden.
1950 wurde August Lindemann emeritiert. Als sein Nachfolger wurde Karl Häupl berufen. Die Medizinische Akademie verfolgte damit die Absicht, neben der Kiefer- und Gesichtschirurgie auch die zahnmedizinischen Kerndisziplinen Zahnärztliche Chirurgie, Zahnerhaltung, Zahnärztliche Prothetik und Kieferorthopädie zu stärken und zu verselbständigen.
Der bei seinem Amtsantritt bereits 58-jährige Häupl legte die Schwerpunkte seiner klinischen und wissenschaftlichen Tätigkeit auf die Kieferorthopädie – und hier insbesondere auf die Funktionskieferorthopädie – sowie die Zahnärztliche Prothetik.
Nach Häupls unerwartetem Tod 1960 übernahm Josef Gerke die kommissarische Leitung der Klinik. Das immer umfangreicher werdende Spektrum der modernen Zahnheilkunde machte die Schaffung eigenständiger Fachbereiche erforderlich. Es wurden zwei getrennte Ordinariate für die Klinik für Kiefer- und Gesichtschirurgie und die Poliklinik für Zahn-, Mund- und Kieferheilkunde geschaffen und für die einzelnen Fachbereiche neue Leiter ernannt.
Die Zahl der zahnärztlichen Behandlungsräume konnte in diesen Jahren deutlich erhöht werden. War die Westdeutsche Kieferklinik von ihren Ursprüngen her hauptsächlich kieferchirurgisch orientiert, entwickelten sich jetzt auch zunehmend die anderen zahnärztlichen Fachbereiche.
1965 beschloss die Landesregierung, die Medizinische Akademie in eine Universität umzuwandeln. Die Medizinische Fakultät wurde damit die Keimzelle der Universität Düsseldorf.
1966 wurde die Westdeutsche Kieferklinik um ein vorklinisches Institut erweitert, sodass es nunmehr möglich war, im Zahnmedizinstudium auch den Vorklinischen Studienabschnitt in Düsseldorf zu absolvieren. 1969 wurde Hermann Böttger auf den neu geschaffenen Lehrstuhl für Zahnärztliche Prothetik berufen. Manfred Straßburg wurde mit der Leitung der Zahnerhaltung und Parodontologie betraut, Walter Weise übernahm die Leitung der Kieferorthopädie. Beide wurden 1972 als Lehrstuhlinhaber berufen. Carl-Heinz Fischer übernahm die Zahnärztliche Chirurgie.
Mit der Neustrukturierung der Medizinischen Fakultät wurde die Westdeutsche Kieferklinik 1985 in das Zentrum für Zahn-, Mund- und Kieferheilkunde umgewandelt. Der traditionsreiche Name „Westdeutsche Kieferklinik“ wurde jedoch zusätzlich beibehalten. Nach der Verselbständigung der Parodontologie im Jahre 1985 wurde Armin Herforth zu deren Leiter ernannt.
1985 wurde ein Neubau neben dem Haus Himmelgeist als Operationstrakt für die Klinik für Kiefer-Gesichtschirurgie und Plastische Operationen in Betrieb genommen.
Ulrich Stüttgen wurde 1990 zum Direktor der Poliklinik für Zahnärztliche Prothetik berufen.
1996 wurde Wolfgang Raab zum Direktor der Poliklinik für Zahnerhaltung und Präventive Zahnheilkunde berufen. 2005 wurde Wolfgang Raab zum Ärztlichen Direktor des Universitätsklinikums Düsseldorf ernannt. Aus diesem Grund musste (nach § 39 Abs. 4 Hochschulgesetz NRW) die Poliklinik für Zahnerhaltung und Präventive Zahnheilkunde kommissarisch zunächst von Stefan Zimmer (bis 2009) und danach (bis 2013) von Thomas Beikler geleitet werden.
Nachfolger Straßburgs auf dem Lehrstuhl für Zahnärztliche Chirurgie und Aufnahme wurde 1997 Jürgen Becker. Im selben Jahr übernahm Dieter Drescher die Nachfolge Weises auf dem Lehrstuhl für Kieferorthopädie. Mit der Übernahme des Lehrstuhls für Kiefer- und Plastische Gesichtschirurgie in der Nachfolge Lentrodts durch Norbert Kübler im Jahre 2002 vollzog sich ein weiterer Generationswechsel.
In der besonderen Tradition der Versorgung Kiefer- und Gesichtsversehrter wurde über Jahrzehnte ein räumlich und personell besonders ausgestatteter Funktionsbereich Defektprothetik als Teil der Poliklinik für Zahnärztliche Prothetik betrieben. Innerhalb dieser Struktur wurde auch die sich seit den siebziger Jahren entwickelnde zahnärztliche Implantologie aufgenommen, in die Behandlungskonzepte integriert und weiter entwickelt. Außerdem gab es in der Poliklinik für Zahnärztliche Prothetik über Jahrzehnte einen Forschungs- und Behandlungsschwerpunkt Funktionsdiagnostik und -therapie. Für die Röntgenabteilung beschaffte Jürgen Becker 1997 den ersten Digitalen Volumentomographen, wodurch die Westdeutsche Kieferklinik zu den ersten zahnärztlichen Einrichtungen in Deutschland gehörte, die mit der sich damals neu entwickelnden zahnmedizinischen 3D-Röntgendiagnostik ausgestattet wurde. Dieses DVT-Gerät der ersten Generation, das über ein Jahrzehnt die zahnmedizinisch-radiologischen Fachtagungen dominierte, wurde in der Westdeutschen Kieferklinik ab 2009 durch aktuell vier modernere Geräte ersetzt. Drei werden von der Poliklinik für Zahnärztliche Chirurgie und Aufnahme im Zentrum für Zahn-, Mund- und Kieferheilkunde betrieben, eines seit 2014 von der Klinik für Mund-, Kiefer- und Plastische Gesichtschirurgie im Zentrum für Operative Medizin II (ZOM II).

### Schließungserlass und Erneuerung
Im Jahr 2001 bedrohte ein ministerieller Schließungserlass des Landes Nordrhein-Westfalen aus finanziellen Erwägungen den Bestand des Studienganges Zahnmedizin an der Heinrich-Heine-Universität Düsseldorf. Der Erlass führte zu einer engagierten Reaktion der Mitarbeiter der Kieferklinik, der Lokalpolitik und der Düsseldorfer Bevölkerung für den Erhalt „ihrer“ Westdeutschen Kieferklinik. Dass die Schließung des Düsseldorfer Studiengangs Zahnmedizin abgewendet wurde und der Erhalt langfristig gesichert ist, wurde letztlich durch die Genehmigung einer baulichen Sanierung und technischen Neuausstattung der zahnmedizinischen Polikliniken für 28 Millionen Euro bestätigt.
2005 erfolgte der Umzug von drei zahnärztlichen Polikliniken (Zahnärztliche Chirurgie, Prothetik und Zahnerhaltung) vom Südflügel in den kernsanierten Mittelbau des Hauses Himmelgeist. Die Bettenstation der Kiefer-Gesichtschirurgie verblieb zunächst im Südflügel und die Kieferorthopädie in ihrem separaten Flachbau neben Haus Himmelgeist.
Nach der Pensionierung von Armin Herforth sollte die Poliklinik für Parodontologie als 'Sektion Parodontologie' in die damalige Poliklinik für Zahnerhaltung und präventive Zahnheilkunde integriert werden. Allerdings wurde Thomas Beikler (vormals Department of Periodontics, University of Washington, Seattle, USA) im Jahr 2009 nach Düsseldorf zum eigenständigen Leiter der „Sektion für Parodontologie des Universitätsklinikums Düsseldorf“ berufen.
2013 wurde Wolfgang Raab nach Anklageerhebung wegen schwerer Untreue als Ärztlicher Direktor des Universitätsklinikums fristlos entlassen und kehrte als Direktor der Poliklinik für Zahnerhaltung und präventive Zahnheilkunde in die Westdeutsche Kieferklinik zurück. 2017 wurde er wegen schwerer Untreue durch das Landgericht Düsseldorf zu 10 Monaten Haft auf Bewährung verurteilt. Das BGH hob das Urteil 2018 auf und verwies den Prozess zur Neuverhandlung an das Landgericht Düsseldorf zurück. Die Neuverhandlung ist noch nicht terminiert (Stand 2023).
2014 wurde der stationäre Bereich der Zahnmedizin, die Klinik für Mund-, Kiefer- und Plastische Gesichtschirurgie, formell aus dem Zentrum für Zahn-, Mund- und Kieferheilkunde in das Zentrum für Operative Medizin II (ZOM II) umgegliedert und bezog 2014 mit anderen operativen Kliniken den Neubau des ZOM II.
2015 wurde Frank Schwarz zum Professor für Orale Medizin und Periimplantäre Infektionen berufen. Im gleichen Jahr wurde Ulrich Stüttgen emeritiert. 2016 wurde Petra Gierthmühlen zur Direktorin der Poliklinik für Zahnärztliche Prothetik berufen. Wolfgang Raab wurde 2019 emeritiert. Seit 2020 ist er als Ärztlicher Direktor einer Zahnklinik in Recklinghausen tätig. Mit der kommissarischen Führung der Poliklinik für Zahnerhaltung, Parodontologie und Endodontologie wurde Petra Gierthmühlen betraut.

### Andernorts berufene Habilitanden und Wissenschaftler der Westdeutschen Kieferklinik
Viele Wissenschaftler haben sich an der Westdeutschen Kieferklinik habilitiert und wurden zu Lehrstuhlinhabern an andere Universitäten berufen.
Hubertus Spiekermann habilitierte sich 1978 in Düsseldorf über „Enossale Implantate in der Zahnheilkunde – Klinische Erfahrungen und tierexperimentelle Untersuchungen“ und übernahm 1980 den Lehrstuhl für Zahnärztliche Prothetik an der RWTH Aachen.
Heiner Weber habilitierte sich 1980 in Düsseldorf und übernahm den Lehrstuhl für Zahnärztliche Prothetik der Universität Tübingen.
Peter Rechmann habilitierte sich 1991 in Düsseldorf zum Thema „Zur Aufnahme von Metallen aus restaurativen Legierungen in die Mundschleimhaut – Mikroanalytische Untersuchungen an menschlichen Gewebeproben“ und emigrierte 2001 in die USA, um in San Francisco eine Position anzunehmen als Professor Division of Prosthodontics, Director Clinical Sciences Research Group, Department of Preventive and Restorative Dental Sciences, School of Dentistry an der University of California, San Francisco (UCSF).
Bernd Kordaß habilitierte sich 1994 in Düsseldorf über „Koppelung der Kernspintomographie des Kiefergelenkes mit computergestützten Aufzeichnungen der Kondylenbahn – Neue Aspekte für die funktionsorientierte Kiefergelenkdiagnostik und -therapie“ und folgte 1996 einem Ruf zum Professor für „Zahnmedizinische Propädeutik/Community Dentistry“ an die Ernst-Moritz-Arndt-Universität Greifswald.
Hermann Lang habilitierte sich in Düsseldorf und wurde zum Direktor der Poliklinik für Zahnerhaltung und Parodontologie der Klinik und Polikliniken für Zahn-, Mund- und Kieferheilkunde der Universität Rostock berufen.
Stefan Rüttermann habilitierte sich 2009 in Düsseldorf über „Neue Ansätze zur Optimierung der Materialeigenschaften zahnärztlicher plastischer Füllungsmaterialien“ und wurde 2016 Direktor der Poliklinik für Zahnerhaltung am Carolinum der Johann Wolfgang Goethe-Universität Frankfurt am Main.
Thomas Beikler wurde 2017 zum Direktor der Poliklinik für Parodontologie, Präventive Zahnmedizin und Zahnerhaltung des Universitätsklinikums Hamburg-Eppendorf (UKE) in Hamburg berufen.
Frank Schwarz wurde 2018 zum Direktor der Poliklinik für Zahnärztliche Chirurgie des Zentrum der Zahn-, Mund- und Kieferheilkunde (Carolinum) der Johann Wolfgang Goethe-Universität Frankfurt am Main berufen.

## Einrichtung
Die Aktuelle Struktur des Zentrums für Zahn-, Mund- und Kieferheilkunde umfasst:
- Poliklinik für Kieferorthopädie, Direktor Dieter Drescher (seit 1997)
- Poliklinik für Zahnärztliche Chirurgie und Aufnahme, kommissarischer Direktor Jürgen Becker (seit 2023)
- Poliklinik für Zahnärztliche Prothetik, Direktorin Petra Gierthmühlen (seit 2016)
- Poliklinik für Zahnerhaltung, Parodontologie und Endodontologie, kommissarische Direktorin Petra Gierthmühlen (seit 2023)

Die Klinik für Mund-, Kiefer- und Plastische Gesichtschirurgie, Direktor Norbert Kübler (seit 2002), gehört seit einigen Jahren zum Zentrum für Operative Medizin II (ZOM II).